# Loxosomella ameliae
Loxosomella ameliae is een soort in de taxonomische indeling van de kelkwormen (Entoprocta). 
De worm behoort tot het geslacht Loxosomella en behoort tot de familie Loxosomatidae. De wetenschappelijke naam van de soort werd voor het eerst geldig gepubliceerd in 2009 door Sánchez-Tocino & Tierno-de-Figueroa.